# اتو بار هالوورسن
اتو بار هالوورسن (انگلیسی: Otto Bahr Halvorsen؛ ۲۸ مه ۱۸۷۲ – ۲۳ مهٔ ۱۹۲۳) یک سیاست‌مدار اهل نروژ و از ژوئن ۱۹۲۰ تا ژوئن ۱۹۲۲ و دوباره از مارس تا می ۱۹۲۳ نخست‌وزیر این کشور بود.